# Monticello (Francia)
Monticello (in corso U Munticellu) è un comune francese di 1 751 abitanti situato nel dipartimento dell'Alta Corsica nella regione della Corsica.

## Società

### Evoluzione demografica
Abitanti censiti

## Infrastrutture e trasporti
Il territorio del comune è attraversato dalla ferrovia a scartamento metrico Ponte Leccia – Calvi la quale inizia il suo percorso a fianco della linea costiera. Presso il passaggio a livello sulla route nationale 197 si trova la fermata facoltativa di Camping Monticello, servita nella stagione estiva dalla direttrice TER Ponte Leccia – Calvi.